# Szestnastki
Szestnastki war ein Volumenmaß in der litauischen Hauptstadt Wilna. Es bedeutet Sechzehntel und wurde als Getreidemaß genutzt. Das Maß sollte nach dem russischen Ukas (Erlass) vom 21. Mai 1825 als altes litauisches Maß nicht mehr verwendet werden, was aber nicht verhindert werden konnte.
- 1 Szestnastki = 25,409 Liter

Die Maßkette war
- 1 Tonne/Faß/Beczka = 4 Viertel/Ćwierć = 8 Achtel/Osmina = 16 Szestnastki = 406,54 Liter